# Paolo Zangrillo
Paolo Zangrillo (n. 3 decembrie 1961, Genova, Italia) este un politician italian.